# Proustia
Proustia – rodzaj rośliny z rodziny astrowatych. Obejmuje 3–5 gatunków. Rośliny te występują w Ameryce Południowej od Peru poprzez Boliwię, po Chile i Argentynę. Nazwa nadana na cześć Josepha Prousta, chemika działającego w Hiszpanii i Francji na przełomie XVIII i XIX w.

## Systematyka
Pozycja systematyczna według APweb (aktualizowany system APG IV z 2016)
Angiosperm Phylogeny Website adaptuje podział na podrodziny astrowatych (Asteraceae) opracowany przez Panero i Funk w 2002, z późniejszymi uzupełnieniami. Zgodnie z tym ujęciem rodzaj Proustia należy do podrodziny Mutisioideae (Juss.) Chev. W systemie APG III astrowate są jedną z kilkunastu rodzin rzędu astrowców (Asterales), wchodzącego w skład kladu astrowych w obrębie dwuliściennych właściwych. 
Pozycja w systemie Reveala (1993-1999)
Gromada okrytonasienne (Magnoliophyta Cronquist), podgromada Magnoliophytina Frohne & U. Jensen ex Reveal, klasa Rosopsida Batsch, podklasa astrowe (Asteridae Takht.), nadrząd astropodobne (Asteranae Takht.), rząd astrowce (Asterales Lindl), rodzina astrowate (Asteraceae Dumort.), rodzaj Proustia Lag.).
Wykaz gatunków
- Proustia berberidifolia (Cabrera) Ferreyra
- Proustia cuneifolia D.Don
- Proustia ilicifolia Hook. & Arn.
- Proustia peruviana (Cabrera) Ferreyra
- Proustia pyrifolia DC.